# Carapa
Carapa és un gènere de plantes amb flors dins la família Meliaceae. Conté unes 27 espècies d'arbres tropicals a Amèrica del Sud i Àfrica. Algunes espècies tenen propietats d'insecticides naturals.

## Taxonomia
Anteriorment només es consideraven 3 espècies dins aquest gènere (Carapa guianensis, C. megistocarpa i C. procera) actualment se n'accepten 27.
- Carapa guianensis
- Carapa megistocarpa
- Carapa nicaraguensis
- Carapa procera

Les espècies descrites recentment són:
- Carapa akuri[Enllaç no actiu]
- Carapa vaquezii[Enllaç no actiu]
- Carapa alticola
- Carapa longipetala

### Usos
S'aprofita la fusta i l'oli de les llavors. El nom local andiroba prové de l'idioma Nheengatu que significa "oli amargant". Carapa guianensis produeix llavors amb oli similar al del neem.